# Brad Lewis

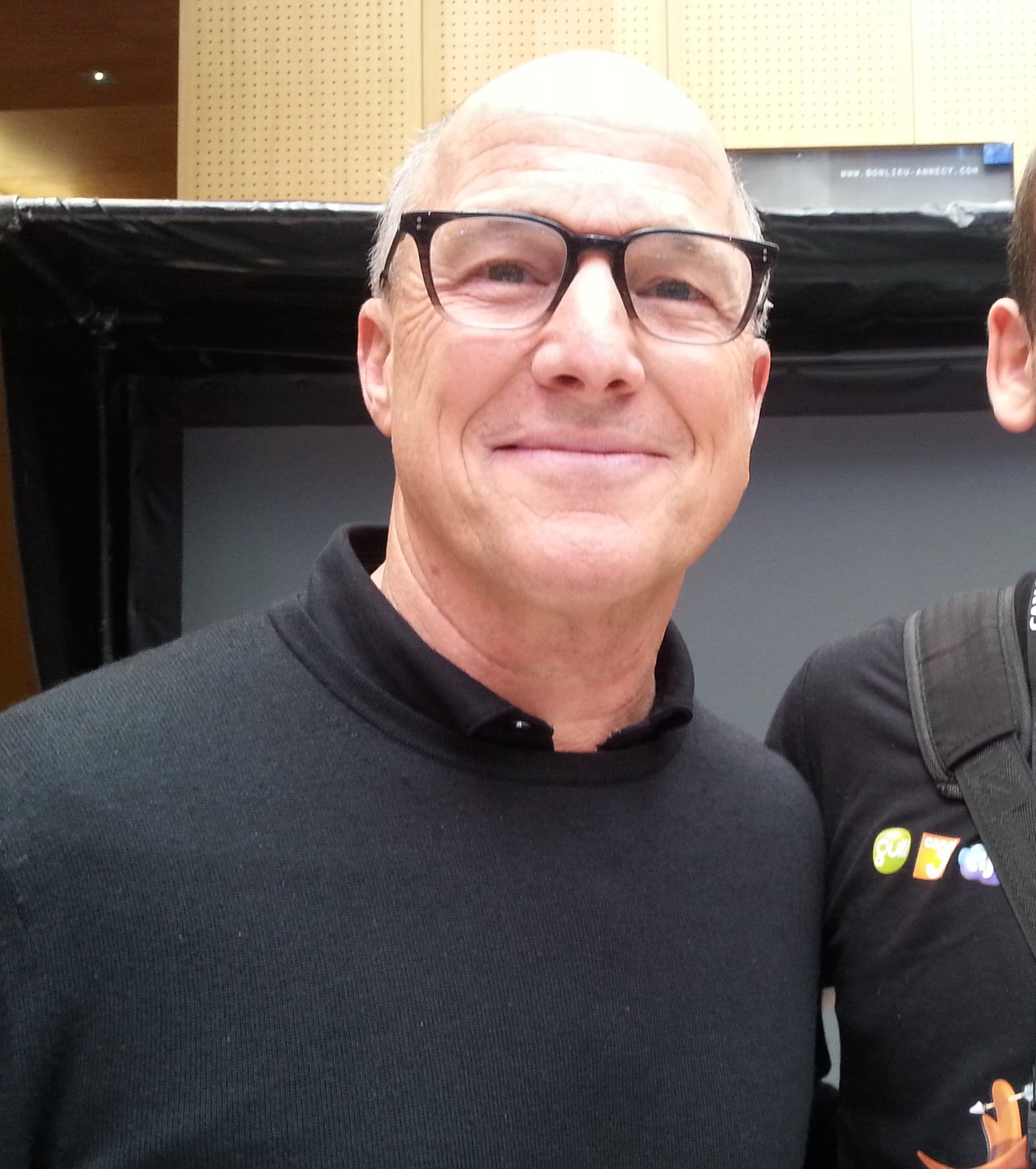
Brad Lewis 2016

Bradford Clark Lewis (* 29. April 1958 in Sacramento County, Kalifornien) ist ein US-amerikanischer Filmproduzent, Filmregisseur und Lokalpolitiker. Bei der Oscarverleihung 2020 war er als Produzent des Films Drachenzähmen leicht gemacht 3: Die geheime Welt für den besten Animationsfilm nominiert.

## Leben
Brad Lewis wuchs in San Mateo, Kalifornien auf. 1991 zog er nach San Carlos. Seinen Bachelor of Arts machte er als Theaterwissenschaftler an der Fresno State University.
Lewis arbeitete mehr als 13 Jahre als Vice President of Productions für die Filmgesellschaft Pacific Data Images (PDI). Für sie war er federführend an Filmen wie Operation: Broken Arrow (1996), Projekt: Peacemaker (1997) und Auf die stürmische Art (1999) verantwortlich. Er produzierte außerdem Hanna-Barberas Fernsehkurzfilm The Last Halloween, für den er 1992 mit einem Emmy ausgezeichnet wurde sowie die erste 3D-Episode der Fernsehserie Die Simpsons. Für das Design von Monday Night Football gewann er 1991 einen Sports Emmy. Außerdem produzierte er den Animationsfilm Antz (1998).
Nachdem PDI von DreamWorks SKG aufgekauft wurde, wechselte er zu Pixar. Dort war er zunächst Synchronsprecher bei Die Unglaublichen – The Incredibles (2004). Das wiederholte er bei dem von ihm produzierten Ratatouille (2007). Als Koregisseur war er für Ponyo – Das große Abenteuer am Meer (2008) und Cars 2 (2011) verantwortlich.
Lewis verließ Pixar 2011 und schloss sich Digital Domain an. Dort sollte er eigentlich als Regisseur arbeiten, doch das Unternehmen musste Insolvenz anmelden. Er kam anschließend zu Warner Bros., für die er Störche – Abenteuer im Anflug (2016) und The LEGO Batman Movie (2017) produzierte. Anschließend kehrte er zu DreamWorks zurück, für die er Drachenzähmen leicht gemacht 3: Die geheime Welt (2019) produzierte.

## Lokalpolitik
Lewis war fünf Jahre in der San Carlos Parks & Recreation Commission aktiv. 2005 wurde er in den Stadtrat gewählt, dem er bis 2009 angehörte. 2006 wurde er Vizebürgermeister und 2007 Bürgermeister von San Carlos.

## Filmografie
- 1991: The Last Halloween (Produzent)
- 1995: Durchgeknallt und auf der Flucht (Bushwhacked) (Executive Producer)
- 1996: Operation: Broken Arrow (Broken Arrow) (Executive Producer)
- 1996: The Arrival – Die Ankunft (The Arrival) (Executive Producer)
- 1997: Der Zauberwunsch (A Simple Wish) (Executive Producer)
- 1997: Projekt: Peacemaker (The Peacemaker) (Executive Producer)
- 1998: Antz (Produzent, Story)
- 1999: Auf die stürmische Art (Forces of Nature) (Executive Producer)
- 2001: Shrek – Der tollkühne Held (Shrek) (Story)
- 2004: Die Unglaublichen – The Incredibles (The Incredibles) (Synchronisation)
- 2007: Ratatouille (Synchronisation, Produzent)
- 2007: Dein Freund, die Ratte (Your Friend the Rat) (Executive Producer)
- 2009: Ponyo – Das große Abenteuer am Meer (Ponyo) (Regie für US-Version)
- 2011: Cars 2 (Koregisseur)
- 2016: Störche – Abenteuer im Anflug (Storks) (Produzent)
- 2017: The LEGO Batman Movie (Executive Producer)
- 2019: Drachenzähmen leicht gemacht 3: Die geheime Welt (How to Train Your Dragon: The Hidden World) (Produzent)

## Preise und Auszeichnungen
- 1991: Sports Emmy für Monday Night Football: Design
- 1992: Primetime Emmy für The Last Halloween – Outstanding Individual Achievement in Special Visual Effects (zusammen mit Henry F. Anderson III, Dale Fay und Paul Boyington)
- 2008: Christopher Awards für Ratatouille als Best Feature Film (zusammen mit Brad Bird, Jan Pinkava, John Lasseter und Andrew Stanton)
- 2008: PGA Award Outstanding Producer of Animated Theatrical Motion Pictures (für Ratatouille)
- 2020: Oscarverleihung 2020: Nominierung für den Besten Animationsfilm für Drachenzähmen leicht gemacht 3: Die geheime Welt (zusammen mit Dean DeBlois und Bonnie Arnold)